# تهینیاگالا
تهینیاگالا (به لاتین: Thinniyagala) یک منطقهٔ مسکونی در سری‌لانکا است که در استان مرکزی (سری‌لانکا) واقع شده‌است.